# Bahjat Talhouni
Bahjat Talhouni (1913 - 30 de janeiro de 1994) foi um político jordaniano que foi o primeiro-ministro da Jordânia entre 1960 e 1970 por quatro mandatos diferentes.
Talhouni foi primeiro-ministro de agosto de 1969 a junho de 1970, durante um momento particularmente turbulento de atrito e escaramuças entre o governo e os milhares de guerrilheiros palestinos que então estavam na Jordânia.
Os guerrilheiros palestinos, membros de várias organizações, muitas vezes desconsideravam as leis da Jordânia e vinham a ser quase um Estado dentro do Estado.
No final de junho de 1970, o rei substituiu Talhouni com um novo primeiro-ministro, Abdel Moneim Rifai, um defensor da reconciliação com os palestinos.
Além de servir como primeiro-ministro, ao longo dos anos o Sr. Talhouni ocupou os cargos de Ministro do Interior e da Justiça, chefe da Corte Real, e serviu como um parlamentar e representante pessoal do rei.